# Traiania inexspectata
Traiania inexspectata is een hooiwagen uit de familie Zalmoxioidae.